# 井口俊英
井口俊英（1951年—），前日本大和银行纽约分行交易员，現為小說家。1995年時，被發現在過去的12年，進行多次违规交易，造成該公司11亿美元的鉅額亏损。1996年12月16日，他被紐約地方法院判處四年有期徒刑及兩百萬美金的罰金。
其所屬的大和銀行也因此案，而被美國聯邦準備理事會重罰三億四千萬美金，同時撤出美國市場。

## 個人著作
- 告白 ISBN 416762401X
- ISBN 4163564705
- ISBN 4163210709